# Johann Baptist Hierl

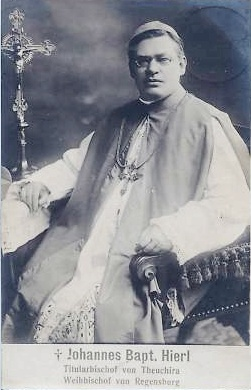
Weihbischof Johann Baptist Hierl, 1911

Johann Baptist Hierl (* 17. Januar 1856 in Parsberg; † 31. August 1936 in Regensburg) war Weihbischof in Regensburg.

## Leben
Nach seinem Studium empfing er am 4. November 1880 die Priesterweihe. Nach mehreren Kaplanstellen wurde er Pfarrer von Vilseck, wo er dann auch zum Dekan avancierte. Durch königliche Ernennung wurde er 1908 Domkapitular. Von 1899 bis 1909 gehörte Johann Baptist Hierl für das Zentrum dem Bayerischen Landtag an.
Nach einer schweren Krankheit erbat sich Bischof Anton von Henle einen Weihbischof, den er dann in Person des Domkapitulars Hierl erhielt. Dabei wurde er am 4. Februar 1911 zum Titularbischof von Teuchira und Weihbischof in Regensburg ernannt. Am 18. April 1911 empfing er die Bischofsweihe durch Franz Anton von Henle (Bischof von Regensburg). Mitkonsekratoren waren Ferdinand von Schlör (Bischof von Würzburg) und Johannes Leo von Mergel O.S.B (Bischof von Eichstätt). Die Ernennung zum Dompropst folgte am 12. Mai 1911.
Sein Nachlass befindet sich im Archiv des Bistums Regensburg.

## Verwandte
Cousin: Konstantin Hierl, Reichsarbeitsführer des Reichsarbeitsdienstes (RAD).